# 1875 en sociologie
| Années de la sociologie : 1872 - 1873 - 1874 - 1875 - 1876 - 1877 - 1878    |
| Décennies de la sociologie : 1840 - 1850 - 1860 - 1870 - 1880 - 1890 - 1900 |

Cet article présente les événements de l'année 1875 dans le domaine de la sociologie. 

## Publications

### Livres
- Francis Galton, Statistics by intercomparison, with remarks on the law of frequency of error
- Frederic Harrison, Order and Progress

## Décès
- Eilert Sundt (né en 1817), sociologue norvégien.